# Saint-Hilaire-de-la-Noaille
Saint-Hilaire-de-la-Noaille je obec v departementu Gironde v Nové Akvitánii v jihozápadní Francii.

## Obyvatelstvo
| Rok  | Počet obyvatel | ±%       |
| ---- | -------------- | -------- |
| 1962 | 303            | —        |
| 1968 | 316            | + 4,3 %  |
| 1975 | 296            | − 6,3 %  |
| 1982 | 271            | − 8,4 %  |
| 1990 | 291            | + 7,4 %  |
| 1999 | 305            | + 4,8 %  |
| 2008 | 372            | + 22,0 % |
| 2016 | 300            | − 19,4 % |